# David Miranda (Politiker)

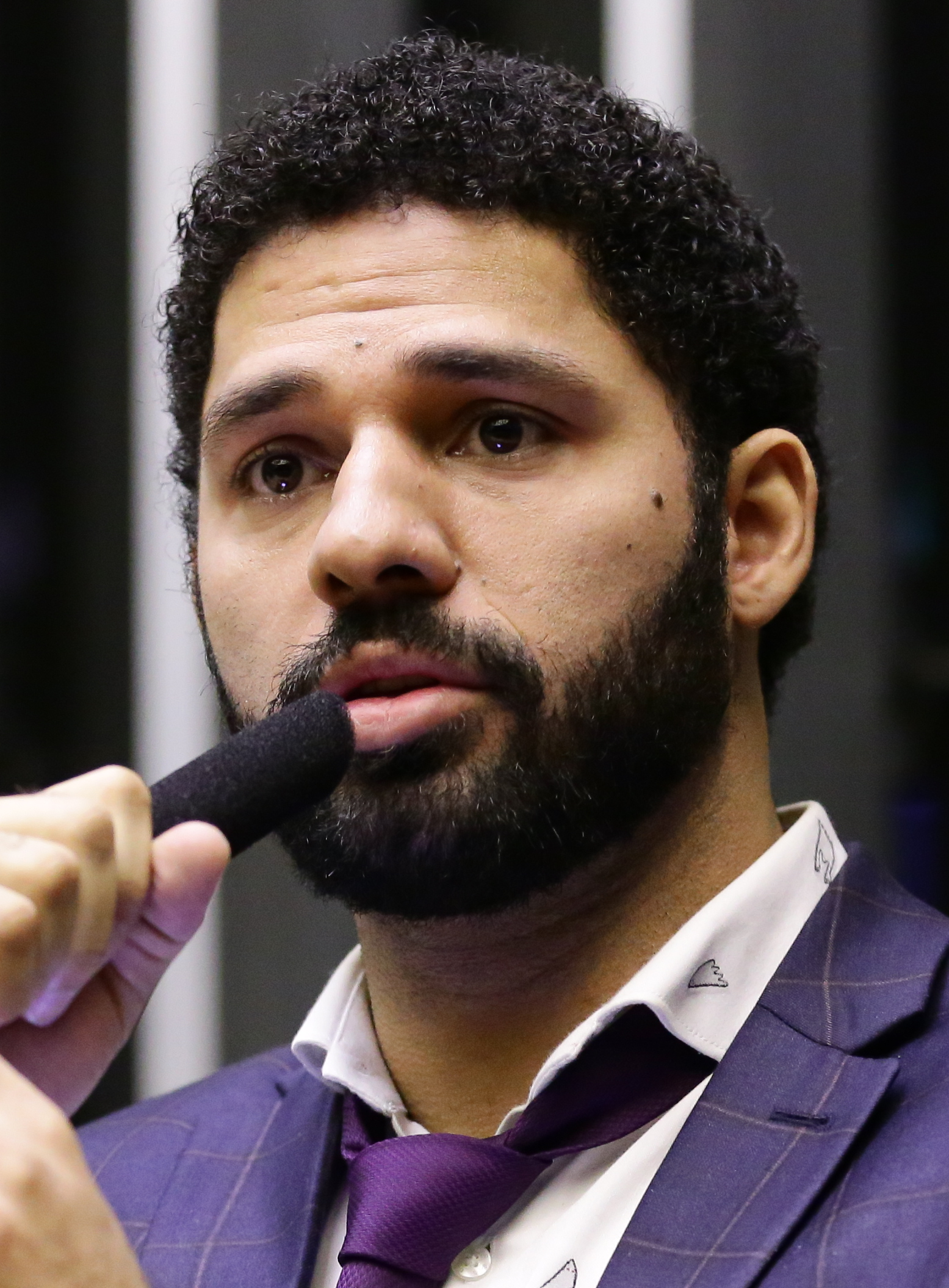
David Miranda (2019)

David Miranda (* 10. Mai 1985 in Rio de Janeiro; † 9. Mai 2023 ebenda) war ein brasilianischer Politiker des Partido Socialismo e Liberdade (PSOL) und ab 2022 der Partido Democrático Trabalhista (PDT). 2016 bis 2019 war er das erste offen homosexuelle Mitglied des Stadtrates von Rio de Janeiro. 2019 zog er als Nachrücker ins Bundesparlament ein. Die New York Times beschrieb ihn als eine führende Stimme für die Rechte Homosexueller in Brasilien. Das Time Magazine zählte ihn 2019 zu den „Next Generation Leaders“.

## Leben
Miranda wuchs in sozial schwierigen Verhältnissen in den Armenvierteln im Norden von Rio de Janeiro auf. Seine Mutter starb, als er fünf Jahre alt war, seinen Vater lernte er nie kennen. Fortan lebte er zunächst im Haushalt seiner Tante Eliane, Schwester seiner Mutter, nebst deren vier Kindern in der Favela Jacarezinho. Ab dem Alter von neun Jahren arbeitete er in Gelegenheitsjobs und als 13-Jähriger zog er mit zwei Cousins in eine Favela in Inhaúma.
2005 lernte er an dem unter Homosexuellen einschlägig bekannten Strand von Ipanema den Amerikaner Glenn Greenwald kennen. Beide heirateten kurz darauf und lebten fortan in Rio de Janeiro. Greenwald ermöglichte Miranda eine Ausbildung an der Escola Superior de Propaganda e Marketing, einer in Brasilien führenden Fachschule für Werbung und Marketing. Dort machte er 2014 einen Abschluss. Im Jahr 2017 adoptierten Miranda und Greenwald zwei junge verwaiste Brüder aus dem Norden Brasiliens.

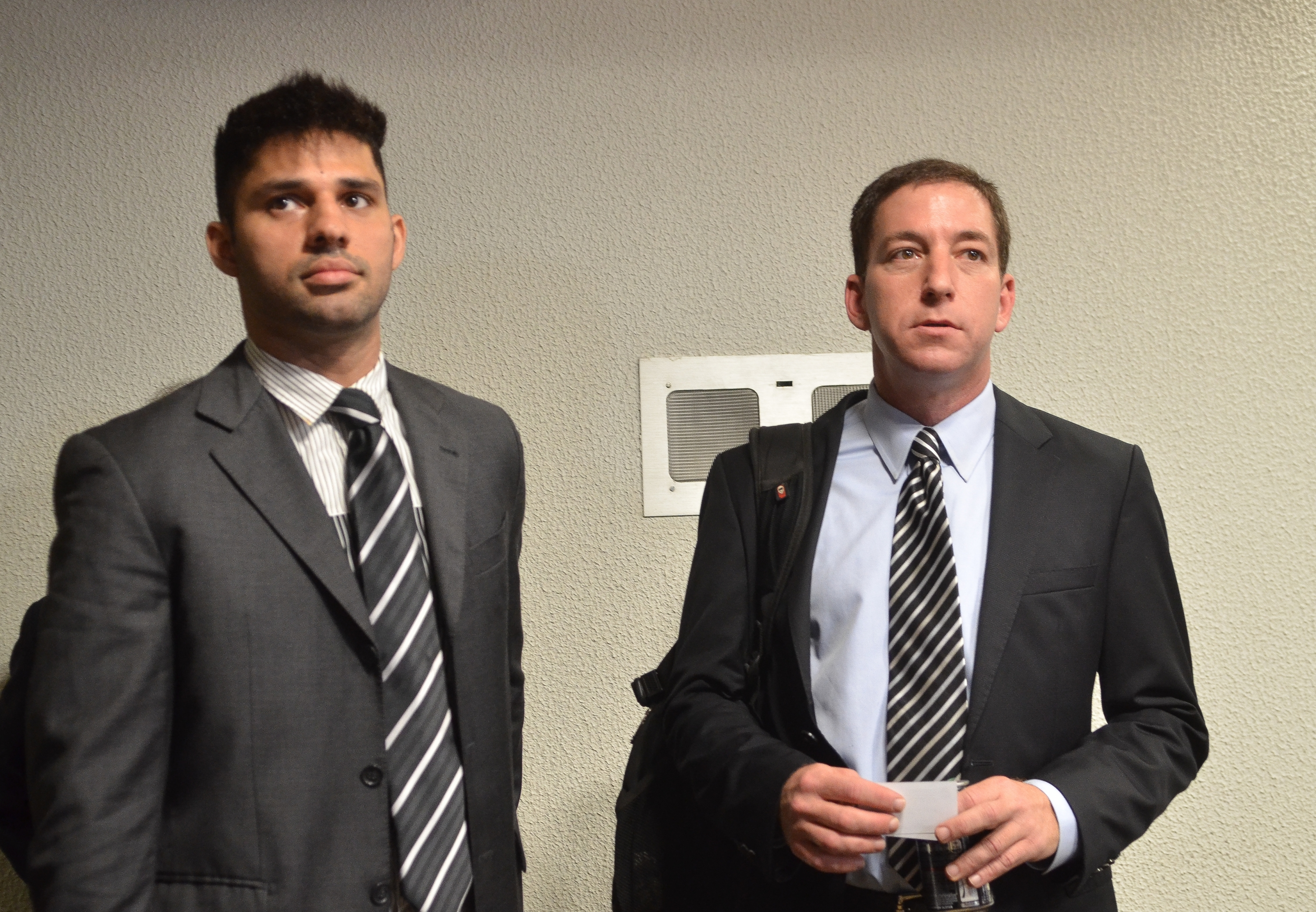
Miranda und Greenwald (2013)

David Miranda geriet erstmals in die Schlagzeilen, als er 2013 während einer Zwischenlandung in London vom britischen Geheimdienst auf Basis eines Antiterrorismusgesetzes in Zusammenhang mit dem Whistleblower Edward Snowden, der Greenwald gestohlene Geheimdokumente zugespielt hatte, neun Stunden lang festgehalten wurde.
Ende 2016 wurde er als erster offen Homosexueller in den Stadtrat von Rio de Janeiro gewählt, wo er vom 1. Januar 2017 bis 31. Januar 2019 die Partido Socialismo e Liberdade (PSOL) vertrat. Es setzte sich hier unter anderem erfolgreich dafür ein, dass Transsexuelle und Nichtbinäre ihre üblichen Namen auch offiziell verwenden können und dass Löhne und Gehälter bei der Stadtverwaltung Priorität vor anderen Ausgaben erhalten.
Bei den Wahlen 2018 verpasste er zunächst den Einzug in die brasilianische Abgeordnetenkammer, nahm am 1. Februar 2019 aber den Platz seines ebenso homosexuellen Parteikollegen Jean Wyllys ein, der wegen Morddrohungen nach Barcelona umzog. Im Bundesparlament engagierte er sich vor allem um den Schutz von LGBTQ+-Personen vor Gewalt und für Maßnahmen zur Verbesserung des psychosozialen Umfelds von Angestellten der öffentlichen Sicherheit, wie beispielsweise Polizisten.
Im Januar 2022 wechselte Miranda von der PSOL, die Lula da Silva im Präsidentschaftswahlkampf unterstützte, zur PDT, um deren Kandidaten Ciro Gomes zu unterstützen. Ciro sollte am Ende drei Prozent der Wählerstimmen bekommen; fünf Jahre zuvor waren es noch 12 Prozent. Für seine Unterstützung des als prinzipienschwach geltenden und durch mehrfache Parteiwechsel auffälligen Gomes – dieser war bei der ARENA-Partei der Militärdiktatur und vor seinem Übertritt in die PDT Mitglied der neoliberalen PROS – wurde Miranda von der politischen Linken kritisiert.
David Miranda wurde am 6. August 2022 zur Behandlung einer Magen-Darm-Infektion in ein Krankenhaus eingeliefert. Auf Grund weiterer Infektionen und einer daraus resultierenden Sepsis lag er neun Monate auf der Intensivstation der Clínica São Vicente in Gávea. Er starb am 9. Mai 2023, einen Tag vor seinem 38. Geburtstag.